# 埃里克·汉森 (棋手)
埃里克·汉森（Eric Hansen，1992年5月24日—）是加拿大国际象棋特级大师和Twitch主播。 2013年，国际棋联授予他特级大师称号。他参加了2011年和2013年的国际棋联世界杯。自2012年以来，汉森一直代表加拿大参加国际象棋奥林匹克竞赛

## 人物小传
汉森拥有加拿大和美国的双重国籍。汉森出生于美国加利福尼亚州欧文市 ，但在加拿大艾伯塔省卡尔加里长大。他首先在韦伯学院上小学，在该校国际象棋俱乐部期间，他奠定了坚实的国际象棋基础。
2016年3月，汉森在接受La Presse采访时表示，他在8、9 岁时被诊断出患有注意力缺陷多动障碍(ADHD)。 在Sportsnet 2015年的一篇文章中，汉森表示，他当时暂时服用了利他林，并在一所为有学习障碍的儿童开设的学校就读。 
汉森从2011年9月开始在德克萨斯大学达拉斯分校学习一年，获得国际象棋奖学金，代表学校参加校际比赛。其后他暂时休学，全职专注于国际象棋。

## 国际象棋生涯
汉森九岁时在小学开始下棋。15岁时，他成为阿尔伯塔省有史以来最年轻的冠军 ，并获得了国际棋联大师(FM) 称号。他于2009年、2011年和2013年再次成为阿尔伯塔省冠军